# Лесное (линейный корабль, 1718)
«Лесно́е» — первый русский линейный корабль 1 ранга, спущен на воду в 1718 году.

## Постройка
Заложен 7 ноября 1714 года на Адмиралтейской верфи в качестве первого русского линейного корабля 1 ранга. Строился Петром Первым при содействии других мастеров, спущен на воду 26 июля 1718 года.

## Служба
В мае 1719 года впервые вышел на Кронштадтский рейд.
23 мая, стоя на рейде, из-за мелководья (корабль имел наибольшую осадку во всём Балтийском флоте — 6,5 м.) навалился днищем на свой же якорь. Через пробоину вода стала поступать в трюм, сломались все мачты и бушприт. Корабль накренился и затонул.
Петр I распорядился поднять корабль. Работы велись под руководством Ф. М. Скляева. После поднятия «Лесное» был отведен в Санкт-Петербург для ремонта.
В июле 1720 года выходил к Красной Горке для испытаний.
В 1723 и 1724 годах в составе эскадр находился в практических плаваниях в Финском заливе.
Весной 1728 году корабль был вооружен, но флот по приказу Адмиралтейств-коллегии из гавани не выходил.
9 октября 1741 года во время сильного шторма у корабля волной разбило борт. Ремонтировать «Лесное» не стали, и корабль был разобран.